# Komjatná
Komjatná ist eine Gemeinde in der nördlichen Mittelslowakei mit 1574 Einwohnern (Stand 31. Dezember 2024), die zum Okres Ružomberok, einem Kreis des Žilinský kraj, gehört und zur traditionellen Landschaft Liptau gezählt wird.

## Geographie
Die Gemeinde befindet sich unterhalb des Gebirgsmassivs Šípska Fatra, einem Teil der Kleinen Fatra am oberen Verlauf des Baches Komjatná, an der Grenze zwischen den Landschaften Liptau und Orava. Das Ortszentrum liegt auf einer Höhe von 634 m n.m. und ist 11 Kilometer sowohl von Ružomberok als auch von Dolný Kubín entfernt.
Zur Gemeinde gehörte der im 19. Jahrhundert eingemeindete Ort Studničná (1600 schriftlich erwähnt), der bis heute ein Gemeindeteil ist. 

## Geschichte
Der Ort wurde zum ersten Mal 1330 schriftlich erwähnt. Die alte Heilig-Geist-Kirche wurde wahrscheinlich im 14. Jahrhundert erbaut, 1492 erwähnt und ging mit dem Bau der neuen Kirche im Jahr 1823 unter. Die Einwohner waren in der Landwirtschaft, aber auch in der Korbmacherei und Holzbildhauerei beschäftigt.

## Bevölkerung
| Jahr                | 1994 | 2004    | 2014    | 2024    |
| ------------------- | ---- | ------- | ------- | ------- |
| Anzahl der Personen | 1392 | 1485    | 1521    | 1574    |
| Unterschied         |      | +6,68 % | +2,42 % | +3,48 % |

| Jahr                | 2023 | 2024    |
| ------------------- | ---- | ------- |
| Anzahl der Personen | 1573 | 1574    |
| Unterschied         |      | +0,06 % |

Ergebnisse nach der Volkszählung 2001 (1440 Einwohner):
| Nach Ethnie: - 99,65 % Slowaken | Nach Konfession: - 99,24 % römisch-katholisch - 0,35 % keine Angabe |

## Bauwerke
- römisch-katholische Galluskirche aus dem Jahr 1823